# Backspacer
Backspacer è il nono album in studio dei Pearl Jam, pubblicato il 20 settembre 2009.
L'album è stato anticipato dal singolo The Fixer, entrato in rotazione nelle radio dal 20 luglio dello stesso anno.

## Tracce
Testi e musiche di Eddie Vedder, eccetto dove diversamente indicato.
1. Gonna See My Friend – 2:48
2. Got Some – 3:02 (musica: Jeff Ament)
3. The Fixer – 2:57 (musica: Matt Cameron, Mike McCready, Stone Gossard)
4. Johnny Guitar – 2:50 (musica: Cameron, Gossard)
5. Just Breathe – 3:35
6. Amongst the Waves – 3:58 (musica: Gossard)
7. Unthought Known – 4:07
8. Supersonic – 2:40 (musica: Gossard)
9. Speed of Sound – 3:34
10. Force of Nature – 4:02 (musica: McCready)
11. The End – 2:57

## Formazione
- Eddie Vedder - chitarra, voce
- Stone Gossard - chitarra
- Mike McCready - chitarra
- Jeff Ament - basso
- Matt Cameron - batteria, percussioni

## Classifiche

### Classifiche internazionali
L'album ha esordito nella Top10 di molti Paesi, arrivando alla posizione numero 1 negli Stati Uniti d'America, ma anche in Portogallo, Nuova Zelanda e Australia.
| Paese               | Massima posizione |
| ------------------- | ----------------- |
| Italia              | 4                 |
| Svizzera            | 5                 |
| Austria             | 3                 |
| Francia             | 20                |
| Paesi Bassi         | 3                 |
| Belgio (Vallonia)   | 9                 |
| Belgio (Fiandre)    | 6                 |
| Svezia              | 13                |
| Finlandia           | 11                |
| Norvegia            | 4                 |
| Danimarca           | 5                 |
| Spagna              | 4                 |
| Portogallo          | 1                 |
| Australia           | 1                 |
| Nuova Zelanda       | 1                 |
| Messico             | 8                 |
| Regno Unito         | 9                 |
| USA - Billboard 200 | 1                 |
| Irlanda             | 2                 |

### Classifica italiana
In Italia l'album ha raggiunto la quarta posizione della classifica FIMI, totalizzando 23 settimane di presenza nella Top100 ed ottenendo un disco di platino.
| Andamento nella classifica FIMI | Andamento nella classifica FIMI | Andamento nella classifica FIMI | Andamento nella classifica FIMI | Andamento nella classifica FIMI | Andamento nella classifica FIMI | Andamento nella classifica FIMI | Andamento nella classifica FIMI | Andamento nella classifica FIMI | Andamento nella classifica FIMI | Andamento nella classifica FIMI | Andamento nella classifica FIMI | Andamento nella classifica FIMI | Andamento nella classifica FIMI | Andamento nella classifica FIMI | Andamento nella classifica FIMI | Andamento nella classifica FIMI | Andamento nella classifica FIMI | Andamento nella classifica FIMI | Andamento nella classifica FIMI | Andamento nella classifica FIMI | Andamento nella classifica FIMI | Andamento nella classifica FIMI | Andamento nella classifica FIMI | Andamento nella classifica FIMI | Andamento nella classifica FIMI | Andamento nella classifica FIMI | Andamento nella classifica FIMI | Andamento nella classifica FIMI |
| Settimana                       | 01                              | 02                              | 03                              | 04                              | 05                              | 06                              | 07                              | 08                              | 09                              | 10                              | 11                              | 12                              | 13                              | 14                              | 15                              | 16                              | 17                              | 18                              | 19                              | 20                              | 21                              | 22                              | 23                              | 24                              | 25                              | 26                              | 27                              | 28                              |
| ------------------------------- | ------------------------------- | ------------------------------- | ------------------------------- | ------------------------------- | ------------------------------- | ------------------------------- | ------------------------------- | ------------------------------- | ------------------------------- | ------------------------------- | ------------------------------- | ------------------------------- | ------------------------------- | ------------------------------- | ------------------------------- | ------------------------------- | ------------------------------- | ------------------------------- | ------------------------------- | ------------------------------- | ------------------------------- | ------------------------------- | ------------------------------- | ------------------------------- | ------------------------------- | ------------------------------- | ------------------------------- | ------------------------------- |
| Posizione                       | 4                               | 4                               | 7                               | 8                               | 8                               | 14                              | 20                              | 25                              | 34                              | 42                              | 40                              | 57                              | 41                              | 46                              | 44                              | 38                              | 43                              | 33                              | 33                              | 62                              | 39                              | 58                              | -                               | -                               | -                               | -                               | -                               | 74                              |
| Fonte                           | [ 9 ]                           | [ 28 ]                          | [ 29 ]                          | [ 30 ]                          | [ 31 ]                          | [ 32 ]                          | [ 33 ]                          | [ 34 ]                          | [ 35 ]                          | [ 36 ]                          | [ 37 ]                          | [ 38 ]                          | [ 39 ]                          | [ 40 ]                          | [ 41 ]                          | [ 42 ]                          | [ 43 ]                          | [ 44 ]                          | [ 45 ]                          | [ 46 ]                          | [ 47 ]                          | [ 48 ]                          | [ 49 ]                          | [ 50 ]                          | [ 51 ]                          | [ 52 ]                          | [ 53 ]                          | [ 54 ]                          |